# Stenolophus apricaria
Stenolophus apricaria är en skalbaggsart som beskrevs av Gustaf von Paykull. Stenolophus apricaria ingår i släktet Stenolophus och familjen jordlöpare. Inga underarter finns listade i Catalogue of Life.